# Вікнини
Ві́книни — село в Україні, у Білогірській селищній громаді Шепетівського району Хмельницької області. Розташоване на невеличкій річці Бензюрівка (14 км), лівій притоці Горині. До 2020 орган місцевого самоврядування — Вікнинська сільська рада.

## Населення
Населення села за переписом 2001 року становило 212 осіб, в 2011 році — 196 осіб.

## Історія
В минулому по долині коло села було декілька великих джерел — безодней, які в народі на місцевому діалекті почали називати підземними вікнами або вікнинами. Поблизу одного такого джерела — водяного вікна, яке на сьогодні називається «Самсоновим» і заснувалось с. Вікнини.
Проте питання про часи заснування села Вікнини, яке б ґрунтувалось на певних історичних документах, до цього часу залишається чітко не з'ясованим. Поки що таких матеріалів виявити не довелось. В народних переказах про це також нічого не говориться. Є лише згадки про те, що колись, у давнину, село складалося з дев'яти хат, але невідомо, чи це було в часи його заснування, чи пізніше. Політична ситуація України XVI і XVII ст. була дуже напруженою і досить складною. Боротьба магнатських родів за землеволодіння, кріпацтво, посилення економічного та національного гніту, загострення класових суперечностей та боротьба українського народу проти своїх поневолювачів, часті набіги татар — все це тяжко відбивалося на житті трудового народу і спустошувало наш край.
В ті грізні часи інколи доводилося кидати рідні обжиті місця і рятуватися, тікати світ за очі. У XVII ст. тисячі людей з південних районів, рятуючись від татарських та турецьких навал, втікали до лісистої Волині і осідали на поруйнованих погоринських селах та в інших місцях, придатних для поселення. Вочевидь, ці обставини і спричинили виникнення села Вікнини.
Від діяльності колишнього поселення, зруйнованого на цьому місці, могла лишитися галявина, південний та південно-західний схил, наявність багатьох водних джерел, луг, річка — все це було придатним місцем для життя. Вочевидь, декілька сімей, рятуючись від жорстокостей того часу, прийшли сюди, осіли і
дали початок селу Вікнини.
Про страхіття набігів татарської орди давні жителі села Вікнини знали, — темою стародавніх народних переказів, у переважній більшості, були перекази про набіги ворогів та боротьбу з ними. Колись, розповідали, у село прийшла дівчина-бранка, яка втікала з татарського полону, і тут, серед людей, знайшла собі притулок. Враховуючи обставини тих часів, можна вважати, що засновники с. Вікнини прийшли сюди, рятуючись від татарської та турецької навали.
З переказів відомо, що за селом, на підвищенні, за проваллям в Середній зміні, у давні часи стояла збудована жителями села вежа, на якій в ті тривожні роки завжди на варті стояв чоловік. Завдання вартового полягало в тому, щоб своєчасно повідомити населення про наближення небезпеки. Згодом, коли зникла небезпека татарських набігів, вежу зруйнував час. Старожили 1920-х років, які ще пам'ятали кріпаччину, тієї вежі вже не знали, але за переказами
своїх батьків та дідів, показували місце, де вона стояла.
У 1906 році село Перерославської волості Острозького повіту Волинської губернії. Відстань від повітового міста 26 верст, від волості 6. Дворів 72, мешканців 430.
7 (20) листопада 1917 року, відповідно до Третього Універсалу Української Центральної Ради, увійшло до складу Української Народної Республіки.
12 червня 2020 року, відповідно до розпорядження Кабінету Міністрів України № 727-р «Про визначення адміністративних центрів та затвердження територій територіальних громад Хмельницької області», увійшло до складу Білогірської селищної громади.
19 липня 2020 року, в результаті адміністративно-територіальної реформи та ліквідації Білогірського району, село увійшло до складу новоутвореного Шепетівського району.

## Пам'ятки архітектури та історії
Поблизу села виявлено поховання кінця ІІІ тисячоліття донашої ери. У 1964 році поблизу села в глиняній посудині знайдено скарб ІІІ — IV століть нашої ери — фрагменти трьох фібул, бронзове кільце, два наконечники з бронзи і злиток свинцю.